# Sahira Begum Siraj Al Banat
La princesa Sahira Begum Siraj Al Banat o Bibi Gul, más conocida como Seraj al-Banat (1902), fue una princesa real de Afganistán.

## Biografía
Sus padres fueron el emir Habibulá Khan y Sarwar Sultana Begum. Su hermano fue el rey Amanulá Khan.
Se casó en 1919 con Taj-i-Afghan 'Ali Ahmad Jan Shaghasi que fue ministro del Interior entre 1919 y 1920 y Gobernador de Kabul entre 1925 y 1929.
En 1919, su hermano subió al trono y emprendió una modernización radical de Afganistán. El harén real fue disuelto y sus esclavos manumitidos. La modernización incluía un cambio en los derechos de las mujeres. Este cambio fue apoyado por su madre y la reina Soraya Tarzi. Sus hermanas actuaron como modelos a seguir al no llevar velo, adoptar la moda occidental y asumir roles públicos.
Participó con frecuencia en labores sociales y campañas de concienciación social entre las mujeres. En 1923, criticó el concepto imperante de inferioridad de la mujer en una reunión pública en Kabul:
"Algunos se ríen de nosotras diciendo que las mujeres sólo saben comer y beber. Las ancianas desaniman a las jóvenes diciendo que sus madres nunca murieron de hambre por no saber leer ni escribir....Pero el saber no es monopolio del hombre. Las mujeres también merecen saber. Debemos, por un lado, criar hijos sanos y, por otro, ayudar a los hombres en su trabajo. Debemos leer sobre mujeres famosas en este mundo, para saber que las mujeres pueden lograr exactamente lo mismo que los hombres". 
En 1924 fue nombrada directora general del Hospital Masturat, el primer hospital para mujeres en Kabul.
En 1928, ella y su cuñada, la reina Soraya, cofundaron la organización de mujeres Anjuman-i Himayat-i-Niswan (1928), que fue presidida por su media hermana, la princesa Shah Gul Jahan.
Sin embargo, en 1929 su hermano fue depuesto y exiliado, y sus reformas a favor de los derechos de las mujeres fueron revertidas, con lo que las mujeres volvieron al purdah durante otros veinte años. Su esposo se proclamó emir en Jalalabad el 17 de enero de 1929 tras la partida del rey Amanulá, pero, derrotado por Habibulá Kalakani en Jagdalak en febrero de 1929, fue capturado en Kandahar el 9 de mayo de 1929 y encarcelado en Kabul.